# Keith Emerson
Pour les articles homonymes, voir Emerson.
 (octobre 2015).
Si vous disposez d'ouvrages ou d'articles de référence ou si vous connaissez des sites web de qualité traitant du thème abordé ici, merci de compléter l'article en donnant les références utiles à sa vérifiabilité et en les liant à la section « Notes et références ».
Keith Noel Emerson est un musicien britannique, né le 2 novembre 1944 à Todmorden (Angleterre) et mort le 11 mars 2016 à Santa Monica (Californie),,. Ce claviériste et compositeur connaît ses premiers succès à la fin des années 1960 au sein du groupe The Nice avant de former Emerson, Lake and Palmer, un supergroupe emblématique du rock progressif des années 1970. Sa virtuosité reconnue et son jeu de scène très théâtral font de lui l'un des claviéristes les plus réputés du genre.

## Biographie
Fils unique de Dorothy Frances et Noël Churchill Emerson, Keith voit le jour à Todmorden, West Yorkshire, où sa famille a été évacuée en raison des bombardements allemands sur la côte sud de la Grande-Bretagne. Durant son enfance à Worthing, dans le Sussex, il apprend le piano et la musique classique. Il découvre l'orgue Hammond avec une chanson de Jack McDuff, Rock Candy, et acquiert son premier L-100 à l'âge de quinze ou seize ans.
Emerson fonde son premier groupe, le Keith Emerson Trio, en 1963 avec Godfrey Sheppard à la contrebasse et David Keetle à la batterie. Cette formation de jazz enregistre un acétate de neuf titres tiré à quatre exemplaires, réédité sous forme de disque vinyle en 2015 et disponible sur le site officiel de Keith Emerson. 
Dans les années qui suivent, Keith passe dans les rangs de plusieurs formations : les John Brown's Bodies en 1964, Gary Farr (en) & the T-Bones en 1965 où il fait la rencontre de Lee Jackson futur bassiste des Nice et avec lesquels il enregistre un single Together forever et disponible sur l'album Rare Mod Volume 4 de la maison de disques Acid Jazz. Puis, il rejoint The VIP.'s, formé de Mike Harrison au chant et au piano, Luther Grosvenor à la guitare, Greg Ridley à la basse et Mike Kellie à la batterie. Avec eux, il gravera trois chansons, Rose Marie, Late Night blues et Stagger Lee en 1966. Après son départ, ce groupe changera de nom pour ART et enregistrera un album en 1967, Supernatural Fairy Tales, puis deviendra Spooky Tooth. 
En 1967, Keith rencontre le manager des Rolling Stones, Andrew Loog Oldham, qui cherche des musiciens pour accompagner sa protégée, la chanteuse américaine P.P. Arnold, ancienne choriste pour The Ike & Tina Turner Revue. Il est présent sur une chanson intitulée Come Home Baby avec Rod Stewart et P.P. Arnold au chant, Ron Wood à la guitare, Keith Richards à la basse, Nicky Hopkins au piano et Micky Waller à la batterie, disponible en single sur Immediate Records ainsi que sur la compilation Immediate Pleasure publiée en 2002. Emerson forme alors le groupe The Nice avec le bassiste Lee Jackson (qu'il a déjà côtoyé au sein des T-Bones), le guitariste trompettiste David O'List et le batteur Ian Hague (rapidement remplacé par Brian Davison). Durant leurs trois années d'existence, les Nice publient 5 albums qui mêlent notamment des interprétations rock de thèmes classiques et des reprises de Bob Dylan.

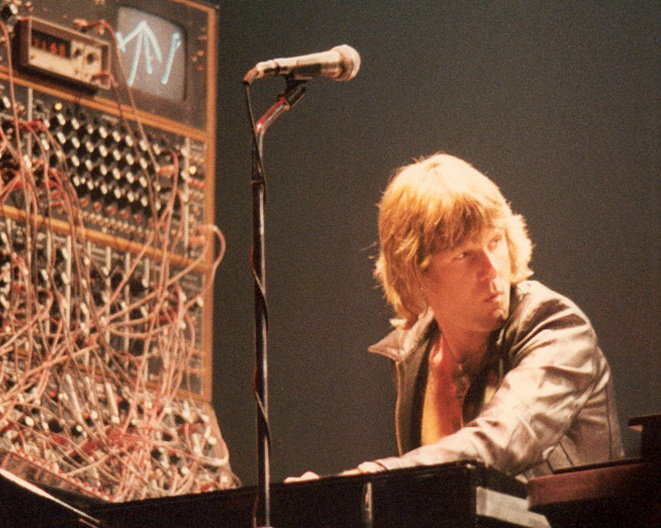
Keith Emerson et le synthétiseur Moog dans les années 1970.

Fin 1969, après avoir participé au premier album solo de Rod Stewart An old raincoat won't ever let you down en jouant l'orgue Hammond sur la chanson I wouldn't ever change a thing, Emerson envisage de dissoudre les Nice, où il se sent à l'étroit musicalement. Il croise le bassiste et chanteur de King Crimson Greg Lake, pendant deux concerts aux États-Unis, et les deux jouent ensemble entre deux performances, puis ils cherchent un batteur. Ce sera Carl Palmer, le batteur d'Atomic Rooster, qui attirera leur attention. Les trois musiciens forment alors le trio Emerson, Lake and Palmer, qui fait sensation lors du festival de l'île de Wight, fin août 1970. Keith ajoute à cette occasion un synthétiseur Moog Modulaire à ses claviers.  
En 1969, il participe aussi à un album intitulé Music from Free Creek sur lequel il joue avec Buzzy Feiton à la guitare, Chuck Rainey à la basse et Mitch Mitchell à la batterie. Puis en 1970 toujours, les Nice font une dernière apparition en studio alors qu'ils participent tous les trois à un album de Roy Harper, Flat Baroque and Berserk, sur la chanson Hell's Angels. 
À la suite de la séparation d'ELP, en 1978 après l'album Love Beach, Emerson se tourne vers la musique de films, avec la bande originale des films Inferno de Dario Argento (1980), Nighthawks ou Les Faucons de la nuit de Bruce Malmuth (1981) avec Sylvester Stallone, Murder Rock de Lucio Fulci (1984) ou Sanctuaire de Michele Soavi (1989).  
Il publie un premier album solo en 1984, Honky, qui se veut très différent de ce qu'il faisait avec ELP.  
Dans les années 1980, il participe à deux nouveaux trios : Emerson, Lake and Powell avec Greg Lake et Cozy Powell qui publie un album homonyme en 1986, puis le groupe 3 avec Robert Berry et Carl Palmer en 1988 avec lequel il produit l'album To The Power of Three. En 1986 toujours, Keith participe a la composition de la pièce Empire of delight sur l'album de Peter Hammill And Close As This, inutile toutefois d'y rechercher une quelconque réminiscence du temps du trio ELP. Keith ne joue toutefois pas sur l'album, il ne doit d'y être cité qu'en tant que cocompositeur pour la pièce précitée.
Emerson participe à la réunion d'ELP d'abord en 1992 avec l'album Black Moon puis le dernier album studio du trio In the Hot Seat en 1994. Et pour le simple plaisir de jouer avec d'autres musiciens, il forme le groupe The Best de 1990 à 1994, avec outre Keith aux claviers, Joe Walsh et Jeff Baxter à la guitare, John Entwistle à la basse et Simon Phillips à la batterie, un DVD est sorti en 2010 qui a été enregistré lors d'un concert au Japon. Puis il forme un autre groupe, actif pendant un court laps de temps en 1994, nommé Aliens of Extraordinary Ability ayant pour membres, à part Keith lui-même, Stuart Smith, qui a œuvré avec les Eagles à la guitare, Marvin Sperling bassiste, Richie Onori batteur et Robbie Wykoff au chant qui joue aussi avec Roger Waters. Ils se sont fait offrir un contrat d'enregistrement pour un disque par le géant de l'électronique Samsung, mais Emerson étant lié par contrat pour une tournée avec ELP et n'étant pas disponible, le disque ne put voir le jour. 
Et il reforme aussi The Nice pour quelques concerts, et l'album Vivacitas en 2003 témoigne de cette tournée. Il se produit également avec son propre groupe, le Keith Emerson Band, aux côtés du guitariste Marc Bonilla (en).  
En 2012, Keith publie l'album The Three Fates Project, avec encore une fois Mark Bonilla à la guitare et le chef d'orchestre Terje Mikkelsen, ainsi que le Munich Radio Orchestra. On retrouve sur cet album des versions orchestrales de compositions déjà connues de l'époque ELP, soit Endless Enigma, Tarkus, Abaddon's Bolero et finalement Fanfare for the common man. Il joue sur un album du groupe Ayreon en 2013, The Theory of Everything, sur le titre Progressive Waves, on retrouve aussi sur ce disque de grands noms du progressif, dont John Wetton, Rick Wakeman, Jordan Rudess ainsi que Steve Hackett.

## Mort
Le 11 mars 2016, Keith Emerson est retrouvé mort à son domicile de Santa Monica (Californie) par sa petite amie, Mari Kawaguchi. Après enquête, la police de Santa Monica confirme au magazine Billboard que le musicien s’est suicidé en se tirant une balle dans la tête. Selon le site TMZ, il souffre alors de dépression à la suite de problèmes dégénératifs des nerfs de sa main droite : il ne peut plus se servir que de trois des cinq doigts sans possibilité de résorption. 

### Hommages
Greg Lake (qui mourra à la fin de la même année) avouera que la mort tragique de Keith Emerson ne l’a pas vraiment surpris : « Je dois être honnête et dire que sa mort n’a pas été un choc pour moi. La situation avec Keith ne s’est pas produite soudainement — elle a été développée d’aussi loin que l’album The Works Vol 1. À ce moment-là, j’ai commencé à voir des choses se passer avec Keith qui n’avait pas l’air ou ne se sentait pas bien. Il est très difficile de décrire ce qu’est la dépression. Nous savons tous à quoi cela ressemble. Les humeurs des gens deviennent très noires. Mais c’est plus compliqué. Cela change la personnalité de quelqu’un. Il a vécu, à la fin, cette existence très solitaire de quelqu’un qui était profondément troublé. J’ai vu quelqu’un qui est devenu de plus en plus confus, désespéré et déprimé. Je suis sûr que [sa maladie dégénérative] était un élément — mais beaucoup de gens reçoivent de mauvaises nouvelles comme ça, et vous ne vous enlevez pas la vie à cause de cela. Si quelqu’un a le sentiment d’être si désespéré qu’il pense qu’il vaut mieux ne pas se réveiller demain, parlez-en à quelqu’un. Le médecin, votre ami, n’importe qui. Parlez-leur et dites-leur dans quel état vous vous trouvez. Si Keith avait emprunté cette voie, il serait peut-être encore là aujourd’hui. »
Carl Palmer déclarera sa peine sur son compte Facebook : « Keith me manquera profondément. Nous avons perdu un musicien très talentueux et doué, mais cette grande musique continuera pendant très, très longtemps. J’essaierai d’organiser un spectacle hommage à Keith, espérons-le en juin de cette année. C’est, à mon avis, le moins que je puisse faire pour honorer le talent et la musicalité de Keith. »
Rick Wakeman rendra son propre hommage à Emerson en déclarant : « Keith et moi nous nous sommes toujours bien entendus et avons essayé à de nombreuses reprises de produire un album ensemble, mais cela n’est jamais arrivé à cause de l’interférence de tiers, ce qui nous a bouleversés tous les deux. Nous avons “jamé” ensemble à plusieurs reprises et savions que nous aurions pu produire quelque chose d’assez spécial — mais malheureusement, cela n’a jamais été le cas. »
Dans la revue Rolling Stone, Jordan Rudess, de Dream Theater, décrira Emerson comme son « idole » et que « sa musique comptait tellement pour moi. C’était un ami et un gars vraiment sympa ».

## En concert

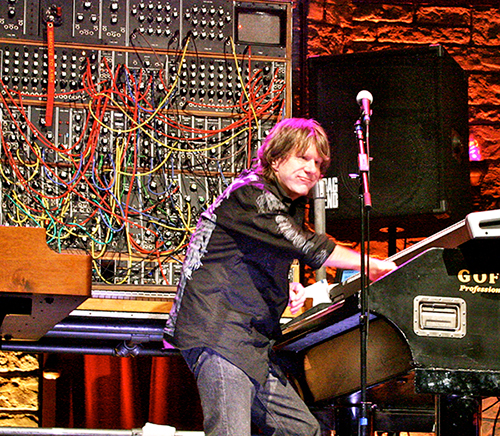
Keith Emerson et le synthétiseur Moog Modulaire en 2010.

Selon le site Online Instagram, le synthétiseur Moog Modular de Keith Emerson, pèserait 550 livres, soit 249 kilogrammes, et une hauteur de plus de dix pieds, soit plus de trois mètres, et il faut quatre roadies pour le manipuler. Un véritable cauchemar à transporter d'un concert à l'autre : ce n'est guère surprenant qu'il ne l'ait pas apporté avec lui lors des tournées des groupes Emerson, Lake and Powell et Three. Par ailleurs, un concert d'Emerson, Lake and Palmer à Roanoke en Virginie, le 20 novembre 1973, durant la tournée Bring Me A Ladder pour l'album Brain Salad Surgery, dut être annulé parce que la scène s'était  effondrée, n'ayant pu supporter le poids des instruments. Mis à part le Moog Modulaire de Keith, la batterie de Carl Palmer pèse à elle seule deux tonnes et demie, la scène n'a pu supporter un tel poids. Mais c'est alors l'époque des concerts démesurés où l'équipement des musiciens et des groupes est si volumineux qu'il faut de gros camions pour transporter le tout, sans compter l'aspect visuel de ces tournées à travers le monde. La tournée BSS citée plus haut a eu recours à plus de quarante tonnes d'équipement, cinq camions pour le transport et cinq heures sont nécessaires pour monter la scène et autant pour la démonter et ranger le tout dans les camions pour le concert suivant. Le film Spinal Tap s'inspire de ce genre de déploiements d'équipement de scène pour ce type de groupes rock.

L'universitaire Christophe Pirenne relève que : 

« Keith Emerson ne fut pas chronologiquement le premier à utiliser l'orgue Hammond, le mellotron ou le Moog, mais c'est grâce à lui que ces instruments devinrent aussi sexy que la guitare. Lors des concerts avec The Nice puis avec ELP, il n'hésite pas à grimper sur son Hammond, à le renverser, et même à se servir de couteaux pour les placer entre les touches des claviers pour en modifier le son. La disposition même de ses instruments l'obligeait à de perpétuels grands écarts avec les bras, le contraignant à bondir d'un instrument à l'autre, transformant le toucher du clavier en un exercice physique exigeant qui ne le cède en rien aux contorsions de guitaristes tels que Pete Townshend ou Jimi Hendrix. De plus, en leur empruntant des techniques comme la distorsion, Emerson démontra à des centaines de claviéristes que leurs instruments étaient parfaitement adaptés aux expressions les plus extraverties du rock. Il démontra par son double talent de compositeur et de performeur qu'une forme de rock intellectuelle et cathartique était possible. »

## Pièces basées sur des musiques d'autres compositeurs
Avec ses influences jazz autant que classiques, Keith Emerson improvise beaucoup durant ses interprétations musicales : on retrouve dans sa musique de courts extraits de pièces connues autant jazzées que classiques. Voici donc une liste des extraits que l'on peut entendre dans ses musiques autant avec The Nice qu'avec ELP issues d'autres compositeurs. Il a même adapté des œuvres complètes telles que Pictures at an exhibition de Modeste Moussorgski enregistrée en 1971, Toccata d'Alberto Ginastera sur Brain Salad Surgery et Fanfare for a common man d'Aaron Copland sur le double album Works vol 1.

### The Nice
- America 2nd Amendment, tirée de West Side Story de Leonard Bernstein avec un extrait de la Symphonie n° 9 tirée de la Symphonie du nouveau monde de Dvořák.
- Rondo, dérivée de Blue Rondo à la Turk de Dave Brubeck, inclut aussi le 3e mouvement de l'Italian concerto de Jean Sébastien Bach.
- Diary of an empty day avec un extrait de la Symphonie espagnole d'Édouard Lalo.
- Azrael Revisited avec un extrait de Prelude in C-sharp minor de Sergei Rachmaninoff et Turkish Mambo de Lennie Tristano.
- Ars Longa Vita Brevis inclut le 3e Concerto brandebourgeois de Bach.
- Intermezzo From The Karelia Suite de Sibelius.
- Pathétique Symphonie no 6 de Tchaikovsky.
- Hang on to a dream de Tim Hardin avec, lors d'un concert, un extrait de Summertime de George Gershwin.
- She Belongs To Me de Bob Dylan avec un extrait de The Magnificent Seven d'Elmer Bernstein.
- Country Pie de Bob Dylan avec un extrait du 6e Concerto brandebourgeois de Bach.
- St Thomas de Sonny Rollins sur un album des Nice enregistré pour la BBC, le 8 juin 1969, The Nice America - The BBC Sessions.
- The Nice auront repris trois pièces de Bob Dylan durant leur carrière, en plus des deux susnommées, ils reprirent aussi My back pages sur l'album Elegy.

### ELP

#### Emerson, Lake & Palmer
- The Barbarian basé sur Allegro barbaro Sz 49 BB 63 de Bela Bartók.
- Knife Edge basé sur la Sinfonietta de Leoš Janáček avec la section médiane basée sur les Suites françaises de Bach.
- The Only Way (Hymn) incorpore la toccata de la Toccata et fugue en fa majeur (BWV 540) et le prélude du Prélude et fugue en ré mineur (BWV 851) de Jean-Sébastien Bach.
- Are You Ready Eddy basé sur The Girl can't Help It de Bobby Troup.
- Pictures at an exhibition de Modeste Moussorgsky.
- Blues Variation de Pictures at an exhbition avec des extraits de 'Interplay', de Bill Evans et Walkin' de Miles Davis pendant le solo d'orgue de Keith.
- Nutrocker adapté de Kim Fowley ainsi que de la pièce Marche des Soldats de Bois de Tchaïkovsky.
- Hoedown De Rodeo d'Aaron Copland avec des extraits de pièces traditionnelles Shortenin' Bread et Turkey in the straw.
- Abbadon's Bolero avec un extrait de The girl I left behind me, une musique traditionnelle américaine.
- Jerusalem d'Hubert H. Parry.
- Toccata tiré du Premier Concerto pour piano 4e mouvement : Toccata Concertata d'Alberto Ginastera.
- Karn Evil 9 2nd Impression contient un extrait de St Thomas une pièce de musique d'inspiration Caribéenne attribuée à Sonny Rollins. Cette pièce St Thomas a aussi été interprétée par The Nice, lors d'une session pour la BBC.
- Piano improvisation de l'album Welcome Back My Friends to the Show That Never Ends, 1974 : la 1re partie du solo est la Fugue de Friedrich Gulda et contient aussi un extrait de Little rock getaway de Joe Sullivan.
- I believe in Father Christmas contient un extrait de la pièce Troika de Sergei Prokofiev tirée de Lieutenant Kijé. Keith reprendra d'ailleurs Troika sur la réédition en 2012 de son album The Christmas Album.
- Fanfare for the common man d'Aaron Copland.
- Maple Leaf Rag de Scott Joplin.
- Honky Tonk Train Blues de Meade Lux Lewis.
- Show me the way to go home de Irving King.
- Love at first sight de Memoirs of an officer and a gentleman sur Love Beach, l'introduction contient un extrait de 12 Études Op.10 (à son ami Franz Lizst) - No.1 in C major, Allegro de Frédéric Chopin.
- Romeo & Juliette de Prokofiev.
- Man in the long black coat de Bob Dylan sur le dernier album d'ELP, In the Hot Seat sorti en 1994.

#### Emerson, Lake & Powell
- Touch and go, le thème principal est un dérivé de la chanson folk anglaise Lovely Joan.
- Mars est dérivé de la pièce homonyme Les planètes de Gustav Holst.

#### 3
- Eight Miles High a été librement adaptée de la version originale des Byrds avec des paroles différentes et une rythmique plus rock.

## Discographie

### En solo

#### Albums studio
- 1981 : Honky
- 1988 : The Christmas Album
- 1995 : Changing States (Cream of Emerson Soup)
- 2002 : Emerson Plays Emerson
- 2008 : Keith Emerson Band featuring Marc Bonilla
- 2012 : The Three Fates Project

#### Albums live
- 2009 : Boys Club: Live from California (Avec Marc Bonilla et Glenn Hughes)
- 2010 : Moscow (Keith Emerson Band featuring Marc Bonilla)
- 2014 : Live from Manticore Hall (Keith Emerson & Greg Lake)

#### DVD - Blu-Ray
- 2011 : Keith Emerson Band Featuring  Marc Bonilla  –  Moscow Tarkus Label : Sploshnoff Music Group – BD3711SPL

#### Bandes originales
- 1980 : Inferno
- 1981 : Nighthawks
- 1984 : Murder Rock
- 1985 : Best Revenge
- 1987 : Harmageddon/China Free Fall
- 2001 : Iron Man Vol. 1
- 2002 : Sanctuaire (La Chiesa)
- 2004 : Godzilla: Final Wars
- 2005 : At the movies (Boîtier 3 CD)
- 2021 : Godzilla vs. Hedorah Publié a titre posthume

#### Compilations
- 1984 : Chord Sampler
- 1986 : The Emerson Collection
- 1992 : Best Works Collection - Distribué au Japon seulement
- 2005 : Hammer It Out: The Anthology
- 2006 : Off the Shelf
- 2023 : Variations (coffret 20 CD)

### Keith Emerson Trio
- 1963 : Keith Emerson Trio

Acétate du Keith Emerson Trio enregistré en 1963, édité en vinyle et disponible, depuis 2015, sur le site officiel de Keith Emerson.

### Gary Farr & The T-Bones

#### Single
- 1965 : Together Forever - Disponible sur l'album Rare Mod Volume 4 chez Acid Jazz.

### The VIP'S

#### Singles
- 1966 : Stagger Lee/Rose Marie/Late Night Blues EP publié en 1966

#### Albums Compilations
- 1990 ; I wanna be free - Disco Revue Dial – 900 267 2
- 2007 : The Complete V.I.P.s - 2 CD - Repertoire Records – REPUK 1088

### Rod Stewart & P. P. Arnold
- 1967 : Come Home Baby - Face B du single Don't Burst My Bubble des Small Faces.

Le personnel de la chanson Come Home Baby incluait Rod Stewart et P. P. Arnold au chant, Ron Wood à la guitare, Keith Richards à la basse, Nicky Hopkins au piano électrique, Keith à l'orgue Hammond et Micky Waller à la batterie, ainsi que The Georgie Fame Brass Section, le tout produit par Mick Jagger.

### Emerson, Lake & Powell
- 1986 : Emerson, Lake and Powell
- 2003 : The Sprocket Sessions
- 2012 : Live in concert and more (2 CD)

### 3
- 1988 : To the Power of Three
- 1988 : Live in Boston 1988 - A été réédité en CD en septembre 2015. (2 CD)

### The Best
- 1990 : The Best Supergroup - DVD enregistré au Japon en 1990. Avec Joe Walsh, Jeff "Skunk" Baxter, John Entwistle et Simon Phillips.

### Production
- 1978 : Love Beach de Emerson, Lake and Palmer - Après avoir terminé l'album, Lake et Palmer quittent et vont chacun leur chemin, Keith fut donc le seul à s'intéresser à l'aspect production du disque.

### Participations
- 1967 : Single : Come home baby - Avec Rod Stewart et P.P. Arnold : - Avec Ronnie Wood à la guitare, Keith Richards à la basse, Nicky Hopkins au piano électrique, Keith à l'orgue Hammond et Micky Waller à la batterie.
- 1969 : Music from Free Creek - Artistes Variés - Claviers sur Freedom Jazz Dance, On the Rebound et Mother Nature's Son.
- 1969 : An Old Raincoat Won't Ever Let You Down de Rod Stewart - Orgue sur I Wouldn't Ever Change a Thing.
- 1970 : Flat, Baroque & Berserk de Roy Harper . - Keith aux claviers, avec Lee Jackson à la basse et Brian Davison à la batterie.
- 1973 : Bump n' Grind de Jackson Heights - Keith a fait la programmation du moog.
- 1983 : Charisma Records : Songs For A Modern Church - Artistes Variés - Keith Emerson and the West Park School Choir - My Name is Rain.
- 1986 : And Close As This de Peter Hammill. - Keith Emerson est cité à titre de compositeur pour la musique, Hammill ayant écrit les paroles, sur la pièce Empire of delight mais il ne joue pas sur l'album.
- 1988 : P.P Arnold : The first lady of Immediate - Réédition du premier album de P. P. Arnold, avec 2 chansons bonus, Come Home Baby et (If You Think You're) Groovy avec les Small Faces.
- 1989 : Single : Rock Aid Armenia -  Smoke on the water '90 (Radio Mix)/Smoke on the water  - Artistes Variés : Keith à l'orgue sur la pièce de Deep Purple, en compagnie de Bryan Adams, Ian Gillan, Bruce Dickinson, Paul Rodgers, Geoff Beauchamp, Geoff Downes, Brian May, David Gilmour, Ritchie Blackmore, Alex Lifeson, Chris Squire et Roger Taylor.
- 1990 : Rock Aid Armenia / Various  –  The Earthquake Album : Artistes Variés - Inclut le single Smoke on the water plus une pièce d'ELP, Fanfare For The Common Man.
- 1990 : Jovanotti de Giovani Jovanotti. - Keith Emerson : Grand piano et orgue Hammond. Aussi présents sur l'album, Pino Palladino et Billy Preston.
- 1991 : EE Ticket de Marc Bonilla (en) - Keith au piano sur White Noise
- 1996 : Steinway To Heaven Artistes Variés - Joue sur Ginastera's Dance Creole
- 1996 : To Cry You a Song - Album hommage a Jethro Tull - Sur Living In The Past avec Mick Abrahams, Glenn Cornick & Clive Bunker.
- 1996 : Turn of the Wheel de Tempest - Keith sur The Barrow Man
- 1999 : The Way It Is de Glenn Hugues - Keith orgue sur 2 chansons.
- 2000 : Rod Stewart 1964 - 1969 de Rod Stewart - Contient la pièce Come home baby avec P.P Arnold
- 2001 : Rod Stewart A Little Misunderstood: The Sixties Sessions - Come home baby
- 2001 : The First Lady Of Immediate de P. P. Arnold - Réédition japonaise avec Come Home Baby et (If You Think You're) Groovy.
- 2001 : Rod Stewart & The Steampacket – Can I Get A Witness - Idem
- 2002 : Immediate Pleasure - Artistes Variés - Album compilation comprenant la chanson Come home baby ainsi que deux pièces des Nice, The Thoughts of Emerlist Davjack et America.
- 2005 : Back Against the Wall - Artistes Variés - Joue sur In the Flesh? Part 1, In the Flesh? Part 2 + Waiting for the Worms.
- 2007 : Porn Star Zombies Film dirigé par Keith Emerson qui fut semi finaliste au Festival du film de Sundance.
- 2008 : Led Box: The Ultimate Led Zeppelin Tribute - Artistes Variés - Claviers sur Black Dog.
- 2009 : Secret weapon de Howard Leese (en) - Keith aux claviers sur French Quarter (Instrumental)
- 2009 : Full Circle de California Transit Authority - Keith solo d'orgue sur I'M a Man avec Marc Bonilla
- 2010 : The Best - Avec Joe Walsh, Jeff Baxter, John Entwistle & Simon Phillips. DVD du concert ayant eu lieu le 26/09/1990 à Yokohama au Japon.
- 2011 : Land of the Rising sun - A Tribute to the People of Japan - Artistes Variés -
- 2013 : The Theory of Everything de Ayreon - Solo de synthétiseur sur la pièce Progressive Waves.
- 2013 : The Many Faces Of Pink Floyd - Artistes Variés - Claviers sur In the flesh avec Adrian Belew & Run Like Hell avec Dweezil Zappa.
- 2014 : Light my fire A Classic Rock Salute to The Doors - Artistes Variés - Keith aux claviers sur l'intro de People are strange.
- 2016 : Manhattan Intermezzo - Artistes Variés - Piano Concerto no 1 - II Andante molto cantabile, III Toccata con fuoco.